# Alectorolophellus heinrichi
Alectorolophellus heinrichi är en insektsart som beskrevs av Willy Adolf Theodor Ramme 1941. Alectorolophellus heinrichi ingår i släktet Alectorolophellus och familjen gräshoppor. Inga underarter finns listade i Catalogue of Life.